# Puchar Świata w biathlonie 1978/1979
Puchar Świata w biathlonie 1978/1979 - 2. edycja zawodów o Puchar Świata w tej dyscyplinie sportu. Cykl rozpoczął się 10 stycznia 1979 biegiem indywidualnym w czechosłowackiej miejscowości Jachymów, zaś zakończył się 8 kwietnia 1979 w norweskim Bardufoss, biegiem sztafetowym. Końcem lutego w Ruhpolding odbyły się mistrzostwa świata. 
Klasyfikację generalną wygrał po raz pierwszy w karierze Klaus Siebert, zdobywając w sumie 143 punkty, drugi Frank Ullrich stracił do niego 7 punktów, a 15 trzeci Władimir Barnaszow reprezentujący ZSRR.

## Kalendarz zawodów
Sezon rozpoczął się od startów w czechosłowackiej miejscowość Jachymów, na początku stycznia. Pod koniec miesiąca biathloniści zagościli w Antholz-Anterselva. Na przełomie lutego i marca biathloniści rywalizowali w zachodnioniemieckim Ruhpolding, podczas siedemnastych Mistrzostwa świata w Biathlonie oraz w Sodankylä. Imprezą wieńczącą sezon były zawody w norweskiej miejscowości Bardufoss.

### Zaplanowane starty
- Jachymów (10 - 12 stycznia 1979)
- Antholz-Anterselva (21 - 24 stycznia 1979)
- Ruhpolding (28 stycznia - 2 lutego 1979)
- Sodankylä (30 marca - 1 kwietnia 1979)
- Bardufoss (6 - 7 kwietnia 1979)

### Wyniki
| Lp.                                  | Data             | Miejsce            | Konkurencja       | 1. miejsce                                                                        | 2. miejsce                                                                        | 3. miejsce                                                                       |
| ------------------------------------ | ---------------- | ------------------ | ----------------- | --------------------------------------------------------------------------------- | --------------------------------------------------------------------------------- | -------------------------------------------------------------------------------- |
| 1.                                   | 10 stycznia 1979 | Jachymów           | Bieg indywidualny | Roar Nilsen                                                                       | Eberhard Rösch                                                                    | Terje Krokstad                                                                   |
| 2.                                   | 11 stycznia 1979 | Jachymów           | Sprint            | Rudolf Horn                                                                       | Frank Ullrich                                                                     | Terje Krokstad                                                                   |
| 3.                                   | 12 stycznia 1979 | Jachymów           | Sztafeta          | NRD Mathias Jung · Frank Ullrich · Manfred Beer · Eberhard Rösch                  | ZSRR Wiaczesław Tołkaczow · Siergiej Peunkow · Władimir Sokołow · Wiktor Awdiejew | Norwegia Tor Svendsberget · Terje Krokstad · Roar Nilsen · Odd Lirhus            |
| 4.                                   | 21 stycznia 1979 | Antholz-Anterselva | Sprint            | Aleksandr Tichonow                                                                | Władimir Barnaszow                                                                | Klaus Siebert                                                                    |
| 5.                                   | 23 stycznia 1979 | Antholz-Anterselva | Bieg indywidualny | Władimir Barnaszow                                                                | Heinz Böttcher                                                                    | Klaus Siebert                                                                    |
| 6.                                   | 24 stycznia 1979 | Antholz-Anterselva | Sztafeta          | ZSRR                                                                              | Norwegia                                                                          | NRD                                                                              |
| Mistrzostwa Świata w Biathlonie 1979 |                  |                    |                   |                                                                                   |                                                                                   |                                                                                  |
| 7.                                   | 28 stycznia 1979 | Ruhpolding         | Bieg indywidualny | Klaus Siebert                                                                     | Aleksandr Tichonow                                                                | Sigleif Johansen                                                                 |
| 8.                                   | 31 stycznia 1979 | Ruhpolding         | Sprint            | Frank Ullrich                                                                     | Odd Lirhus                                                                        | Luigi Weiss                                                                      |
| 9.                                   | 2 lutego 1979    | Ruhpolding         | Sztafeta          | NRD Manfred Beer · Klaus Siebert · Frank Ullrich · Eberhard Rösch                 | Finlandia Simo Halonen · Heikki Ikola · Erkki Antila · Raimo Seppänen             | ZSRR Władimir Alikin · Władimir Barnaszow · Nikołaj Krugłow · Aleksandr Tichonow |
| 10.                                  | 30 marca 1979    | Sodankylä          | Bieg indywidualny | Anatolij Alabjew                                                                  | Klaus Siebert                                                                     | Kjell Søbak                                                                      |
| 11.                                  | 31 marca 1979    | Sodankylä          | Sprint            | Klaus Siebert                                                                     | Kjell Søbak                                                                       | Władimir Barnaszow                                                               |
| 12.                                  | 1 kwietnia 1979  | Sodankylä          | Sztafeta          | NRD Heinz Böttcher · Klaus Siebert · Frank Ullrich · Eberhard Rösch               | Finlandia                                                                         | ZSRR                                                                             |
| 13.                                  | 6 kwietnia 1979  | Bardufoss          | Bieg indywidualny | Aleksandr Tichonow                                                                | Frank Ullrich                                                                     | Władimir Alikin                                                                  |
| 14.                                  | 7 kwietnia 1979  | Bardufoss          | Sprint            | Sigleif Johansen                                                                  | Władimir Barnaszow                                                                | Klaus Siebert                                                                    |
| 15.                                  | 8 kwietnia 1979  | Bardufoss          | Sztafeta          | ZSRR Władimir Alikin · Anatolij Alabjew · Władimir Barnaszow · Aleksandr Tichonow | NRD Heinz Böttcher · Klaus Siebert · Frank Ullrich · Eberhard Rösch               | Norwegia Odd Lirhus · Kjell Søbak · Roar Nilsen · Sigleif Johansen               |

### Klasyfikacja
| Lp. | Zawodnik           | Punkty |
| --- | ------------------ | ------ |
| 1.  | Klaus Siebert      | 143    |
| 2.  | Frank Ullrich      | 136    |
| 3.  | Władimir Barnaszow | 128    |
| 4.  | Aleksandr Tichonow | 114    |
| 5.  | Eberhard Rösch     | 114    |
| 6.  | Władimir Alikin    | 114    |
| 7.  | Sigleif Johansen   | 110    |
| 8.  | Heinz Böttcher     | 110    |
| 9.  | Alfred Eder        | 102    |
| 10. | Heikki Ikola       | 98     |